# 백일몽아
《백일몽아》(白日夢我)는 2023년 방송되었던 중국의 드라마이다.

## 줄거리
- 린위징은 부모님이 이혼 후 아버지를 따라 낯선 도시로 전학을 오게 된다. 아버지가 재혼을 앞두고있어 린위징은 불안했지만 새어머니와 새오빠로 부터 진심어린 사랑을 받게 되고 적응이 어려울 거라고 생각했던 학교에서도 재미있는 친구들을 금방 사귀게 된다. 린위징의 등장으로 성격이 괴팍한 유급생 짝궁 선쥐안에게도 변화가 찾아온다. 그러나 모든 것에 적응할 무렵 린위징은 엄마에 의해 강제로 고향으로 돌아가게 된다.

## 등장 인물
- 좡다페이 - 린위징 역
- 저우이란 - 선쥐안 역
- 진학일 (陳鶴一) - 푸잉슈 역
- 범시연 (範詩然) - 구샤 역
- 변천양 (邊天揚) - 왕이양 역
- 왕천 (王川) - 허숭낭 역
- 요은묘 (廖銀玥) - 쉬루이 역
- 금초 (錦超) - 니에싱허 역
- 증려 (曾黎) - 린즈 역
- 위샤오웨이 - 멍웨이궈 역